# Эйрих
Эйрих (Эврик, Эврих; умер в 484) — король вестготов в 466—484 годах из рода Балтов.
В начале своего правления относительно небольшие владения вестготов в области Аквитания с центром в городе Тулуза Эйрих смог раздвинуть до обширных территорий, включавших в себя Галлию южнее Луары, Септиманию, Прованс и бо́льшую часть Пиренейского полуострова.
Эйрих попытался упорядочить жизнь молодого королевства и оставил после себя свод законов (так называемый кодекс Эйриха), в котором отдельные готские традиции накладывались на классическое римское право.

## Биография

### Первые годы правления
Эйрих был четвёртым сыном Теодориха I. Он достиг престола, убив своего брата Теодориха II.
Первые годы правления Эйриха ознаменовались значительным оживлением дипломатической активности, направленной, вероятнее всего, против Римской империи. В 466 и 467 годах его послы едут к свевам, к вандалам и к императору Византии Льву I, и это свидетельствует о трёх сторонах, с которыми Эйрих вынужден был считаться. Что при этом обсуждалось, не известно. Во всяком случае, когда римляне в 467 году стали угрожать Карфагену, то как готские, так и последовавшие за ними свевские послы удалились столь поспешно, что это было похоже на бегство. Видимо, их совесть была не совсем чиста, и это кое-что говорит о содержании их поручений. Эйрих сложил с себя статус федерата, и всё же его политика альянсов не принесла ощутимых результатов.
Однако широкомасштабные планы по заключению союзов с другими племенами показывают, что Эйрих собирался продолжать и даже развивать политику расширения пределов своего государства, основы которой были заложены его предшественниками.

### События в Галлии
В том же 467 году римским императором стал Прокопий Антемий — ставленник императора Византии Льва I. Новый император прибыл из Восточной империи, и поначалу его, как «гречишку» (слово «грек» в военной среде было бранным и применялось к «тряпкам» и трусам) и «запальчивого галата», не воспринимали всерьёз. На самом деле Антемий был способным военачальником. В своё время он боролся с паннонскими остготами и сразу понял, насколько опасен Эйрих. В Галлии бретоны, бургунды, наследники Эгидия — Павел и Сиагрий вместе с салическими и, возможно, даже с рейнскими франками должны были образовать мощную антиготскую коалицию, которую император собирался усилить регулярным войском из Италии. К югу от Пиренеев такой союз намечалось заключить со свевами и римским населением Испании. Но хотя этот план с точки зрения императора был весьма хорош, выполнялся он медленно и несогласованно. Плачевный конец грандиозного римского наступления на вандалов настолько окрылил Эйриха, что он уже в 468 году начал войну в Испании. По словам Исидора Севильского, он «без задержки начал грандиозное и разрушительное наступление на Лузитанию».
Свевский король Ремисмунд ещё пытался выступить посредником, но неудачливые свевские послы чуть было не встретились на обратном пути с готским войском — настолько быстро действовал Эйрих. Готы с ходу захватили Мериду. Но как готы ни торопились, они не успели «защитить» Лиссабон от свевов — ведь осаждённые и осаждавшие заранее договорились между собой. Римский командующий обороной передал город свевам и вскоре после этого во главе посольства своих бывших врагов поехал к императору Антемию умолять о помощи против готов.
В том же 468 году префект Галлии Арванд, не признавший «греческого императора» Антемия, изменил ему и заключил союз с готским королём. Он предложил Эйриху напасть на бретонов на Луаре, не заключать никакого мира с императорским правительством и разделить Галлию между готами и бургундами. О римлянах и о франках Северной Галлии речи не было — то ли их недооценивали, то ли не любили, то ли и то, и другое вместе.
Указанный Арвандом враг го́тов был разбит первым. Бретонский король Риотам с двенадцатитысячным войском высадился с кораблей и прибыл в окрестности Буржа, чтобы попытаться защитить римскую провинцию Аквитанию Первую с Луары. Эйрих поспешил ему навстречу, ведя за собой бесчисленное войско. Ещё до того, как римляне соединились с бретонами, при Деоле (ныне предместье города Шатору на Эндре) произошла битва, в которой бретоны потерпели поражение. Остаткам их войска пришлось бежать к бургундам, в то время — римским федератам. Второй рубеж римской обороны ещё держался. Там находился комит Павел с его франками под началом Хильдерика I. Возможно, поэтому, хотя вестготы и смогли закрепиться на этой территории, на первых порах сами Тур и Бурж остались римскими. Однако вскоре Павел погиб в бою с саксами при Анжере.
Теперь Эйрих повернул войска против римской Южной Галлии, добившись наибольших успехов, прежде всего, на побережье Средиземного моря и в 470 году выйдя к Роне. Между тем, император Прокопий Антемий в Италии напрягал все силы, чтобы удержаться на престоле, несмотря на действия своего патриция и зятя Рицимера. Насколько важна была для Прокопия Антемия война с готами в Галлии, показывает тот факт, что малейшее ослабление напряжённости в отношениях с Рицимером Амтемий использовал, чтобы послать римское войско через Альпы (последнее римское войско, вступившее в Галлию). Эйрих перешёл Рону и уничтожил императорскую армию, все командиры которой, в том числе и родной сын императора, погибли (начало лета 471 года). Теперь дорога на юг Галлии была открыта для готов: их воины появились в окрестностях Арля, Рьё, Авиньона, Оранжа, Апта, Валанса и Сен-Поль-Труа-Шато. В этот момент бургунды, наконец, вспомнили о своём долге федератов и оттеснили захватчиков с земель на левом берегу реки Роны южнее Валанса. Отступая, готы применили тактику выжженной земли. Последствием этого был жестокий голод среди римского населения. В руки вестготам очень быстро попали и остальные части провинции Аквитании Первой; только в Клермоне бывший префект Рима и теперешний епископ Сидоний Аполлинарий вместе с Экдицием, сыном императора Авита, оказывали ожесточенное сопротивление вплоть до 475 года.

### Войны в Испании

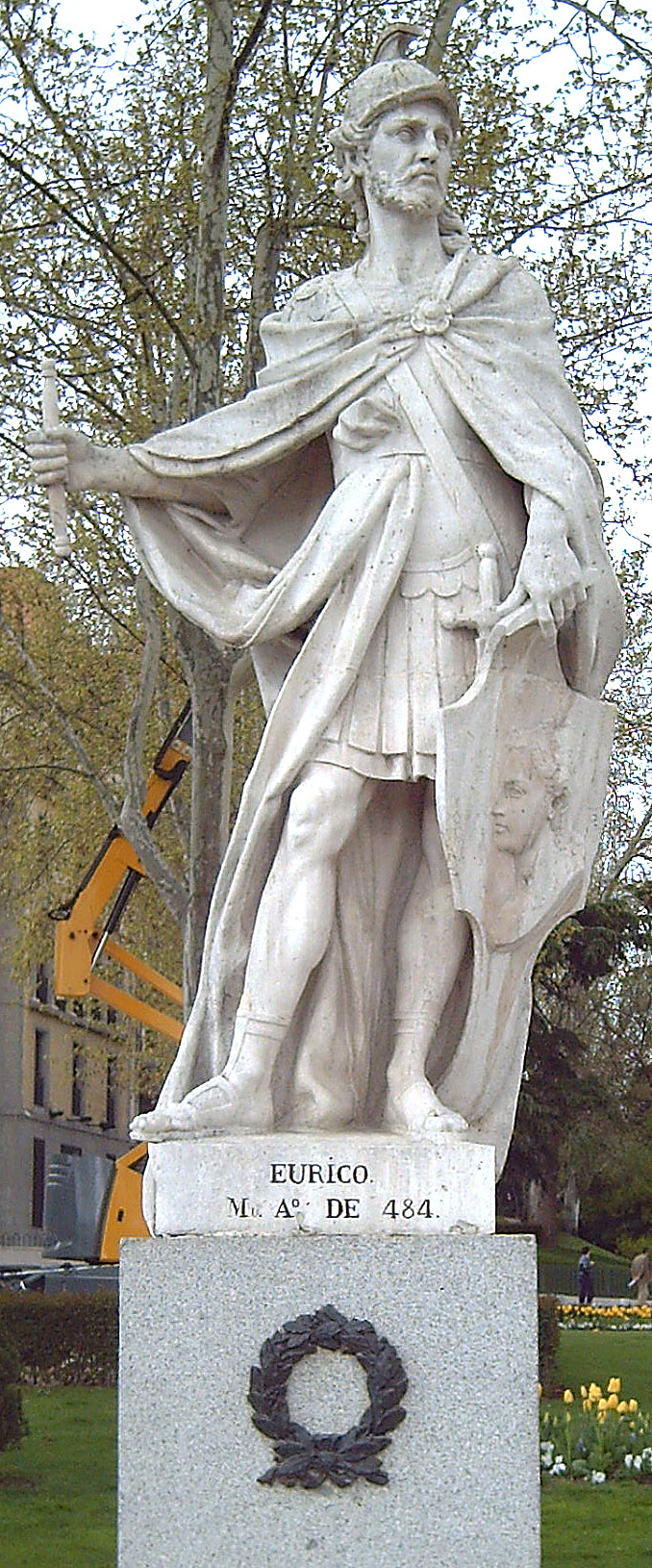
Статуя Эйриха в Мадриде (J. Porcel, 1750—1753)

В 472 и 473 годах два войска готов снова начали наступление на юге, в Испании — одно во главе с комитом Гаутеритом захватило Памплону и Сарагосу, другое под командованием дукса Испании Винцентия и Гельдефреда заняло приморские города и столицу провинции — Таррагону. Теперь сложно установить, как именно протекало завоевание. Сопротивление и здесь оказывала только знать, так как Римская империя уже была не в состоянии вмешаться в эти события. Не прошло ещё десяти лет с тех пор, как он командовал здесь в качестве римского герцога Таррагоны. Теперь же он воевал против знати долины Эбро, против собственной страны. В битве на открытой местности было сломлено последнее иберо-римское сопротивление. За исключением свевского северо-запада и нескольких баскских округов на севере, вся Испания оказалась под властью готов.

### Подчинение Галлии
Теперь снова наступила очередь Оверни. Эйриху нужен был Клермон: эта область вклинивалась между завоёванными им землями, предоставляя бургундам коридор для набегов. Король, по словам Сидония, скорее отказался бы от септиманского побережья Средиземного моря, чем от Оверни.
Цели галльской кампании Эйриха с самого начала были известны как друзьям, так и врагам: вся земля между Атлантикой, Луарой и Роной должна была принадлежать готам. Хронология событий между 471 и 475 годами, когда король фактически достиг своей цели, сомнительна. В 473 году в руках готов оказались Арль и Марсель, но никаких подробностей об этом не известно. Известно, что к нападению на римлян вестготского короля, так же, как и остготского короля Видимира I, подбивал и вандальский король Гейзерих. Богатое сведениями предание, связанное с войной в Оверни, также искажает картину событий и затрудняет их оценку. Однако городской округ Клермона был только частью галльской войны, более того — лишь одной из восьми провинций Аквитании Первой. Большинство из них (якобы, даже все семь остальных) были в руках Эйриха до 475 года. Ведь король, вероятно, уже в 471 году назначил наместником Аквитании I, а именно городов Тулуза, Безье, Ним, Агд, Магалон, Лодев и Юзес, герцога Виктория, тоже римлянина и ортодокса-никейца, как и испанский Винцентий. Война в Галлии шла из года в год, летом и зимой, с такой беспримерной ожесточённостью, что готы якобы отрубали головы собственным убитым соплеменникам или сжигали их, чтобы скрыть потери.
Согласно Григорию Турскому, Эйрих начал в Галлии жестокие гонения на христиан. Повсеместно он убивал не согласных с его арианским учением, священников бросал в темницы, епископов отправлял в изгнание или закалывал мечом. А самые входы в священные храмы он приказал засадить терновником, конечно, для того, чтобы, редко посещая храмы, христиане забыли истинную веру. Во время этих гонений были сильно разорены города Новемпопулании и обе Аквитании. Сидоний в письме, откуда Григорий позаимствовал сюжет рассказа, называет девять городов Аквитании, подвергшихся разорению: Бордо, Родез, Перигё, Лимож, Жаволь, Комменж, Оз, Базас и Ош.
В 473 году император Глицерий, вторгшийся в Италию, побудил отряд остготов во главе с Видимиром I, который перед тем со своей дружиной тщетно пытался поддержать императора Антемия в борьбе с Рицимером, уйти в Галлию, что повлекло за собой их присоединение к вестготам.

### Мирный договор с римлянами
Весной 475 года после двух провалившихся попыток посредничества в Тулузу прибыл епископ Епифаний Павийский. У него было четкое поручение от императора Непота — при любых обстоятельствах заключить мир. Заключая новый договор, Непот таким образом смирился с завоеваниями Эйриха, не отказываясь, тем не менее, от правовых притязаний на галльскую префектуру. Многократно обещанная независимость Вестготского королевства не получила в договоре Непота никакого государственно-правового обоснования.
Согласно биографу епископа Епифания Эннодию, стороны сошлись на формуле, в соответствии с которой император удовлетворялся тем, что при обращении к нему вестготского короля будет именоваться «другом», хотя ему подобает обращение «господин». Римляне против воли овернской аристократии оставляли Клермон и захваченные вестготами земли. Экдиция отозвали из Галлии. Клермон переходил во владение готов. Викторий, который лично взял этот город, сделал его своей резиденцией. Саму же столицу провинции — Бурж — сочли, по-видимому, слишком открытой для административного центра. Под римской властью теперь осталась только область к востоку от Роны и к югу от Дюранса с главным городом Арлем.
Викторий же, очевидно, и отдал приказ о высылке Сидония Аполлинария, хотя он был его родственником. Сидоний Аполлинарий около двух лет провёл в заточении в крепости Ливия под Каркассоном. Однако, вернувшись, Сидоний успешно сотрудничал с герцогом Викторием, пока того не низложили из-за внутриовернских противоречий. Когда Викторий в 479 году приказал убить некого представителя овернской знати, ему самому пришлось бежать в Италию, где его ждал печальный конец. В Риме, ведя распутный образ жизни, он был побит камнями. Вместе с Викторием спасался бегством не кто иной, как Аполлинарий, сын Сидония.

### Падение Западной Римской империи

Королевство вестготов в 476 году

Заключённый в 475 году мирный договор с Римом не продлился и года, как эта Империя прекратила своё существование. Патрикий Флавий Орест, который после ухода Экдиция со сцены должен был держать вестготов в страхе, ещё в 475 году изгнал законного императора Юлия Непота и возвёл в императоры собственного сына Ромула Августула. В 476 году региональное войско федератов провозгласило королём Одоакра. Орест был убит, а Ромул низложен. С итальянским королём Одоакром Эйрих не заключал никакого договора, и галльская война началась снова. Правда, бургунды — как верные императорские федераты — попытались по мере сил сдержать экспансию Эйриха. Однако эта попытка ни к чему не привела, и вестготы осенью 476 года захватили левобережный Прованс, а также взяли Арль, столицу римской Галлии.
Вероятно, на это время приходится и смерть герцога Винцентия. Он был направлен Эйрихом в Италию в качестве главнокомандующего, где сражался во главе вестготской армии и погиб в бою с полководцами, носившими, восточногерманские имена — Алла и Синдила. Если оба они были военачальниками Одоакра, то это событие следует датировать 476 годом. Однако в «Галльской хронике 511 года» гибель дукса Испании Винцентия отнесена к 473 году. Во всяком случае, к 477 году Одоакр признал галльские завоевания Эйриха.

### Итоги войн Эйриха

Галлия в 481 году

Завоеванием Прованса закончилась вестготская экспансия в Галлии. По всей видимости, Эйрих отказался от старых планов покорить всю Галлию. Вероятно, причину следует искать в том сопротивлении, которое помешало Эйриху распространить свою власть за Рону и Луару: вестготам приходилось вести ожесточенную борьбу с бургундами, римлянами в Северной Галлии во главе с Сиагрием, и франками. Так как обе реки могли считаться «естественными границами» и, кроме того, вестготы владели плодороднейшими и важнейшими районами Галлии, дальнейшая экспансия в этом направлении не представлялась задачей жизненной необходимости. К тому же численность вестготов была слишком мала, чтобы заселить хотя бы уже завоеванные испанские земли. Эйрих не стремился к созданию всемирной империи. Отказ от амбициозных планов Атаульфа чрезвычайно показателен и говорит о том, что вестготы под впечатлением от падения Западной Римской империи отреклись от идеала единого государства, охватывающего весь цивилизованный мир.
Последние годы правления Эйрих, очевидно, не вёл никаких войн; он был занят консолидацией захваченных земель и церковной политикой. Примечательна и его дипломатическая активность. Так, в 507 году в своём письме королю тюрингов король остготов Теодорих Великий упоминает о том, что Эйрих заступался за тюрингов и помогал им. Хотя время и ход этих событий неизвестны, можно предположить, что контакты с тюрингами были направлены против франков. Сидоний Аполлинарий отмечает прибытие к тулузскому двору даже персидского посланца; вероятно, они обсуждали какие-то планы, направленные против Восточной Римской империи, хотя из-за своего географического положения вестготское королевство вряд ли смогло бы оказать Персии сколько-нибудь значительное содействие.
Когда в 484 году Эйрих умер, государство вестготов находилось на вершине своего могущества: оно, со своей общей площадью в 700—750 тысяч км² и с населением почти 10 миллионов человек, было самым крупным из государств, образовавшихся на развалинах Рима. Новое королевство превосходило по площади бывшие земли федератов, выделенные им по договору 418 года, более чем в шесть раз. Оно обнимало всю южную и среднюю Галлию (до Луары на севере и Роны на востоке) и почти всю Испанию (только северо-западный уголок этого полуострова был ещё независим под властью свевов). По сравнению с этим власть Одоакра в Италии кажется весьма скромной; могущество вандальского государства исчезло при Хунерихе; бургунды не могли соперничать с вестготами; королевство свевов занимало отдалённую провинцию, а экспансия франков ещё не началась. При Эйрихе королевскими резиденциями, кроме Тулузы, стали также Бордо и Арль.

### Внутренняя политика

Примерные границы королевства вестготов в период расцвета

Эйрих заботился также о внутреннем благоустройстве своего государства и велел составить свод вестготского обычного права. Исидор Севильский передаёт: «В правление короля Эйриха готы начали записывать свои законы, которые прежде были известны только как традиции и обычаи.» К римской культуре и своим римским подданным он относился благосклонно; некоторые из наиболее выдающихся государственных деятелей его царствования были римляне (например, Лев Нарбонский). Только ортодоксально-никейская церковь и её высшие представители, епископы, преследовались им, но не из фанатизма (он, как и весь народ вестготов, держался арианского вероисповедания), а из политического расчёта: он был прав, видя в ортодоксии злейшего врага вестготского господства. Он препятствовал замещению вакантных епископских кафедр, так что ортодоксальные общины оставались без официального главы. Если учитывать центральное положение епископа в ортодоксальной церкви, становится очевидно, что эти действия Эйриха повлекли за собой застой в церковной жизни.
Король говорил на готском и латинском языках. Из сообщения о том, что Эйрих в переговорах с одним епископом пользовался услугами переводчика и что он бормотал какие-то готские слова, нельзя делать вывод о недостаточности его познаний в латыни. Вероятно, король употреблял родной язык из соображений престижа. Против предположения о его плохом знании латинского языка говорит и то, что в таком случае Эйрих не понимал бы своего собственного, составленного для вестготов свода законов; да и жена Эйриха Рагнахильда владела латынью, так как Сидоний Аполлинарий посвятил ей одно стихотворение.
Эйрих правил 18 лет и умер в Арле незадолго до конца 484 года, причём своей смертью, что, конечно же, привлекает внимание, потому что больше ни одному тулузскому властителю не удалось отойти в мир иной без посторонней помощи. От своей жены Рагнахильды, дочери неизвестного нам короля, Эйрих имел сына Алариха II.